# Un Dramma Borghese
Un Dramma Borghese (Um Drama Burguês) é um romance de Guido Morselli, escrito no início da década de 1960 e publicado postumamente em 1978.
É um romance psicológico que descreve a relação, ambígua a ponto de ser incestuosa, que se cria durante a convalescença do narrador e de sua filha, confinados em dois quartos contíguos de um hotel no Lago de Lugano.

## História da publicação
Un Dramma Borghese foi publicado postumamente, quase quinze anos depois de ter sido escrito. Morselli tentou várias vezes convencer os responsáveis das principais editoras a publicar as suas obras, mas não obteve sucesso. Morselli propôs "a versão datilografada do livro a diversas editoras, mas encontrou substancial desconfiança por parte dos leitores editoriais, tanto pelo estilo como pelo tema tratado que, embora resolvido de maneira original e sem excessiva morbidez, era ainda difícil de propor na Itália burguesa da era pré-1968". Vittorio Sereni, diretor literário de Arnoldo Mondadori, notou a qualidade literária da obra, mas não acreditava na possibilidade de publicá-la: Morselli decidiu propor-lhe novamente Un Dramma Borghese, texto que já havia sido submetido à atenção de Sereni em 1963, obtendo, diante das críticas de Morselli sobre a função do "leitor editorial", o esclarecimento do próprio Sereni segundo o qual o trabalho que um leitor editorial realiza é o de "decisão e escolha e não [...] de crítica e revisão". A troca de cartas entre os dois é, embora dialeticamente aberta, no mínimo infrutífera: a declaração de Sereni "Vejo com pesar que não chegamos lá", datada de 5 de junho de 1973, além de frustrar as esperanças de publicação de Un Dramma Borghese, aparece como a conclusão da relação entre os dois. Em 31 de julho de 1973, menos de dois meses depois, Morselli decidiu tirar a própria vida em sua residência em Varese, atirando em si mesmo com sua Browning 7.65.

## Enredo
Um jornalista de meia-idade, correspondente político de Bonn para o Corriere della Sera, se vê preso em um hotel no Lago Lugano para ajudar sua filha durante sua convalescença de uma apendicectomia: Mimmina foi enviada para um internato após a morte de sua mãe e viu muito pouco do mundo, mas vive uma vida intensa de fantasias grandiosas, de paixões suspensas e envolventes.
Os dois são praticamente estranhos: onze anos antes, após a morte de sua mãe em um acidente de carro, do qual nunca foi possível excluir definitivamente a possibilidade de suicídio, Mimmina foi deixada em um internato na Alemanha, seu pai fez poucas e breves visitas a ela. O confinamento do homem maduro com a sua filha de dezoito anos em dois quartos contíguos com casa de banho partilhada: o "camarim", onde se realizam todas as funções corporais mais íntimas, conduz a um crescendo de erotismo que é em parte sofrido, em parte aceito, tornado mais urgente pelo afastamento substancial entre os dois e pela paixão mórbida da adolescente pelo seu pai mitificado e, durante muitos anos, ausente.
Na relação claustrofóbica entre pai e filha, aliada à sexualidade reprimida que ameaça explodir continuamente, entra o tema do suicídio: uma Browning calibre 7,55, relíquia dos tempos de guerra do pai, espreita do coldre (será justamente a arma — definida por ele como "a moça do olho escuro" — com a qual Morselli tirará a própria vida). Mimmina acusa seu pai de ter causado o suicídio de sua mãe e o próprio protagonista não tem certeza de sua completa inocência. A empregada — a única presença humana, além do médico, na solidão de Mimmina — conta a ela, em lágrimas, que seu sobrinho cometeu suicídio aos quinze anos por causa de um caso amoroso frustrado com uma mulher mais velha.
A visita de Therese, amiga e contemporânea de Mimmina, constitui uma diversão válida para o protagonista, que decide sair com ela e a corteja com sucesso. O caso desencadeia uma reação de raiva de Mimmina que, com ciúmes do pai e decepcionada com a amiga, parece ficar mais gravemente doente e afunda numa depressão acentuada pela solidão. O pai agora precisa retornar ao trabalho e é informado de que há algum descontentamento no jornal devido ao seu longo descanso. Ele decide partir para Bonn, se despede de Therese e, não querendo levar a filha consigo para a Alemanha, tenta entregá-la ao seu médico, Dr. Vanetti, fazendo com que ele a acompanhe até a Riviera da Ligúria.

## Criticismo
O romance é caracterizado pelo trabalho paciente de sondagem psicológica e pela investigação das sombras da psique e dos lampejos dos desejos: nisso Morselli se move com a mesma precisão e certeza com que soube reconstruir a operação militar discutida em Contro-passato prossimo. Ao deslocar continuamente a luz do jornalista – convencido de que está blindado pela experiência – para a jovem filha (que ainda não teve tempo de se expor à vida), Morselli consegue traçar com extraordinária delicadeza aquela zona intermédia em que estas duas personagens, que até então viviam em mundos sem contacto, se encontram e se descobrem, a ponto de se descobrirem cúmplices e se assustarem com a sua própria cumplicidade, escapando-se dela e recair num círculo sem saída.
Un Dramma Borghese é um livro violentamente psicológico — e ao mesmo tempo repleto de sensualidade mórbida — em que a exploração da interioridade, as ambiguidades dos pequenos gestos e alusões, o potencial subversivo dos olhares perdidos e dos contatos inesperados lançam pai e filha — e o leitor — numa atmosfera nebulosa do crepúsculo do amor.

## Adaptações cinematográficas
Em 1979, o romance foi transformado em filme, Un dramma borghese, dirigido por Florestano Vancini.

## Edições
- Guido Morselli (1978). Un dramma borghese. Col: Narrativa Contemporanea. [S.l.]: Adelphi